# Yagoua
Yagoua je grad na sjeveru Kameruna, u regiji Extrême-Nord, 10 km od granice s Čadom. Glavni je grad departmana Mayo-Danay.
Godine 2001., Yagoua je imala 67.400 stanovnika.